# Hôtel Lamolère
Pour les articles homonymes, voir Lamolère (homonymie).
L'hôtel Lamolère est un hôtel particulier du XVIIIe siècle situé à Bordeaux, en France. Construit entre 1775 et 1778 par l'architecte Victor Louis, pour le compte du riche planteur esclavagiste Jean-Baptiste de Lamolère, le bâtiment fait l’objet d’une inscription au titre des monuments historiques depuis le 15 juillet 1963.

## Localisation
L'immeuble est situé à un des angles de l'îlot Louis, et possède deux adresses : 5, place Jean-Jaurès, et 2, rue Esprit-des-Lois.

## Histoire

### Une opération immobilière pour financer le Grand-Théâtre
Afin de financer une nouvelle salle de spectacle à Bordeaux, le roi Louis XV cède une partie du glacis du château Trompette à la ville. Une vaste parcelle allant jusqu'à la Garonne est alors vendue en lots aux plus riches familles de la ville. L'ensemble forme l'îlot Louis, du nom de Victor Louis, l'architecte du Grand-Théâtre, également en charge de l'opération immobilière. Ce dernier s'est aussi réservé la réalisation des hôtels particuliers situés aux extrémités de l'îlot : l'hôtel de Saige, l'hôtel Boyer-Fonfrède et l'hôtel Lamolère.

### Le 1ercommanditaire, un riche planteur esclavagiste
L'hôtel particulier a été édifié en 1778 par l'architecte parisien Victor Louis, pour le compte de Jean-Baptiste de Lamolère. Ce commanditaire est né en 1734 dans la colonie de Saint-Domingue (actuelle Haïti) où, avec son épouse, il y possède plantations, raffineries et esclaves.  A la veille de la Révolution, Jean-Baptiste de Lamolère est l’une des plus grosses fortunes sucrières de Bordeaux. Cette richesse lui permet notamment de s'acheter en 1759 la charge anoblissante de conseiller au Parlement de Bordeaux, et de devenir propriétaire, en 1775, d'un emplacement privilégié dans le prestigieux îlot Louis pour y faire bâtir son hôtel particulier.
L'hôtel est achevé en 1778. Toutefois le paiement se fait attendre au point que Victor Louis se voit obligé de le réclamer par courrier cette année-là. Par la suite la demeure ne sert guère longtemps à son commanditaire qui, dès 1782, le loue à monsieur Weiss pour la somme de 7 000 livres par an (106 000 euros actuels).
En 1791, des révoltes d'esclaves éclatent à Saint-Domingue. Apprenant que ses propriétés coloniales ont été brûlées, l’ancien parlementaire part l'année suivante avec femme et enfants pour Londres, d'où il embarque à destination du Cap-Français (aujourd’hui Cap-Haïtien). Devant les troubles persistants, il fuit l'île avec les autres colons pour se réfugier sur la côte américaine, avant de reprendre le bateau vers la Hollande. Considéré comme émigré, ennemi de la Révolution, il ne peut rentrer en France, d'autant que ses fils en âge de combattre ont rejoint l'armée des émigrés. L’hôtel particulier de la place Richelieu (aujourd'hui place Jean-Jaurès) est alors saisi comme bien national et vendu, le 16 prairial an III de la République (4 juin 1795), pour 126 000 livres à un négociant de la rue des Faussets, Samuel Garret. Cet acquéreur réalise une bonne affaire car le montant de son achat est payable en assignats, dont le cours s'effondre, tandis qu'il le revend deux mois plus tard pour 20 000 livres, cette fois payables en or.
Le nouvel acquéreur est un négociant résidant à Amsterdam, Jean Rolland, dont le domicile officiel est toutefois un immeuble voisin situé 34, fossés du Chapeau-Rouge.

### Hôtel garni sous la Révolution
Le négociant expatrié Jean Rolland loue l'immeuble qu'il a acheté à un traiteur du nom de Gabriel Salles. Ce dernier y crée un hôtel garni (hébergement meublé de courte durée), qu'il nomme hôtel de Fumel, peut-être en souvenir du comte de Fumel qui avait été maire de Bordeaux entre 1790 et 1791.
Cet établissement prestigieux accueille alors des hôtes de marque. Parmi eux on trouve en 1802 le général Murat, futur roi de Naples, puis en 1805 le général Junot. Également, le lieu servi d'hébergement, de février à mars 1804, à l'écrivaine Johanna Schopenhauer et son fils Arthur, le futur philosophe alors âgé de 16 ans. Celle que l'on surnomme « La Madame de Staël allemande » a été particulièrement sensible à la vue sur la rade du port de la Lune.
En 1806, le locataire et traiteur Gabriel Salles rachète l'immeuble et le conserve jusqu'à sa mort en 1820. L'immeuble est ensuite vendu au Tribunal.

### Séjour de la peintre Élisabeth Vigée Le Brun
La peintre Élisabeth Vigée Le Brun y séjourne dans l'immeuble en 1820. Elle écrit à son propos :
« Arrivée à Bordeaux, je me logeais dans la plus belle auberge, dans l'hôtel Fumel qui, avant la Révolution, appartenait au marquis de ce nom. Cet hôtel est admirablement situé, tout en face du port qui peut contenir des milliers de vaisseaux ; l'autre rive qu'on a pour point de vue est terminée par un coteau bien vert que couvrent çà et là quelques maisons et, pour second plan, une longue montagne sur laquelle on aperçoit des châteaux. Je ne saurais exprimer mon extase, mon ravissement, à la vue du magnifique tableau qui s'offrit à mes yeux lorsque j'ouvris ma fenêtre : je croyais faire un beau rêve. Tant de vaisseaux en rade, mille barques et bateaux qui vont et viennent dans tous les sens, tandis que les navires restent immobiles ; le silence qui règne sur cette immense masse d'eau, tout concourt à vous donner l'idée d'une féerie… »

### Siège social d'une banque
Le 23 juillet 1957, l'hôtel est acquis par la Banque industrielle et commerciale du Sud-Ouest, qui y installe son siège social et le logement de son directeur. Puis, ayant besoin d'agrandir ses locaux, l'établissement bancaire rachète en 1973 l'hôtel Raby voisin, et fusionne les deux édifices afin de les rendre communiquant à tous les étages.

### Patrimoine et inventaire en Aquitaine
En 2007, la Région Aquitaine acquiert l'ensemble immobilier constitué des hôtels Lamolère et Raby. Après de gros travaux de réaménagement en 2011, elle y installe la délégation aux Techniques de l’Information et de la Communication (TIC), le Comité Régional du Tourisme (CRT) et le service du Patrimoine et de l'Inventaire (Espace PIA). Dans un but de transmission du savoir et la médiation, le conseil régional installe au rez-de-chaussée le centre de ressources documentaires de l'Inventaire, et une salle d'exposition, tous deux librement accessibles au grand public.

## Architecture

### Extérieur
La façade fait partie d'une façade à programme dessinée par Victor Louis. Dans le cadre de l'îlot Louis, un arrêt du Conseil d’État en date du 7 février 1730 « ordonne qu’il sera bâti sur le port de Bordeaux des maisons de façades uniformes ». En contrepartie la ville s’engage par contrat à ne rien édifier entre cette façade et le fleuve .

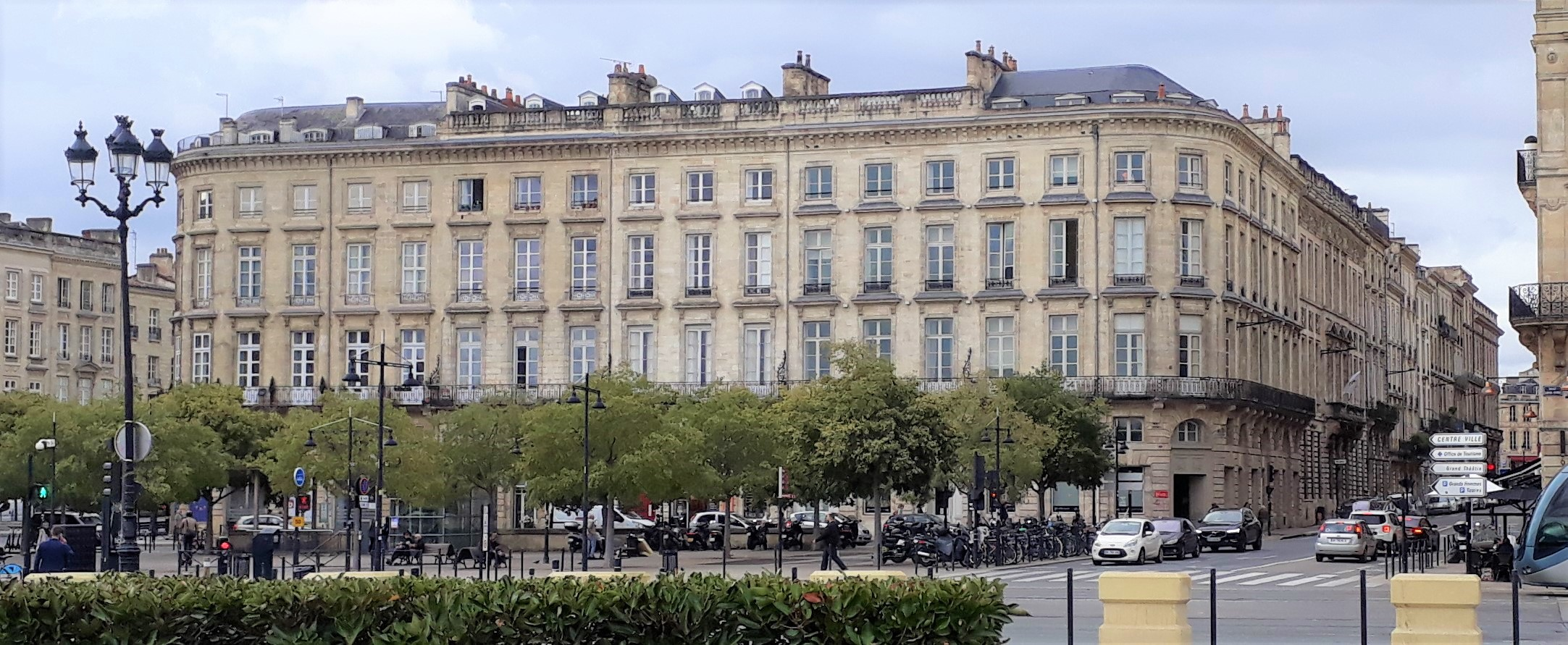
Façade à programme de l'extrémité de l'îlot Louis, dessinée par Victor Louis. L'hôtel Lamolère est situé dans l'angle de droite.

La façade, d'architecture néo-classique, marque la sobriété du style Louis XVI. Au rez-de-chaussée des lignes de refend allège le bossage, tandis qu'à l'étage, un balcon file tout au long des immeubles, avec un garde-corps au dessin clair et répétitif. Les fenêtres, simplement moulurées, forment un ensemble élégant plus graphique que plastique.

### Intérieur
L'hôtel Lamolère est un des trois hôtels particulier de l'îlot dont Victor Louis réalise aussi l'aménagement intérieur, avec l'hôtel Boyer-Fonfrède et l'hôtel de Saige. Malgré les remaniements successifs, l'hôtel conserve quelques éléments de son ancien décor : l'escalier avec sa rampe en fer forgé, ainsi que le salon de compagnie tel que le décrit un inventaire de 1823 : « bien boisé et décoré avec une cheminée en marbre blanc ».

L'escalier
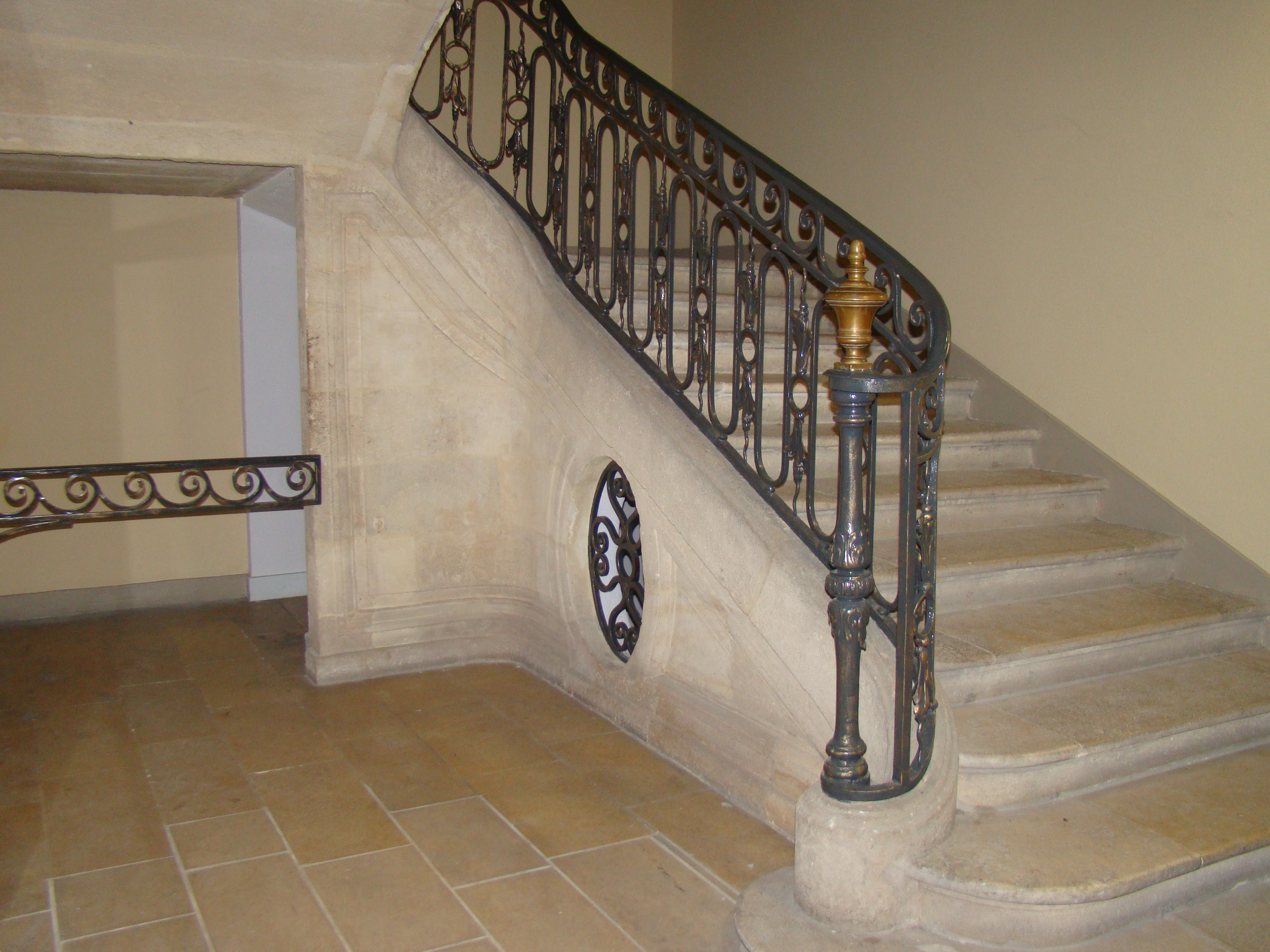
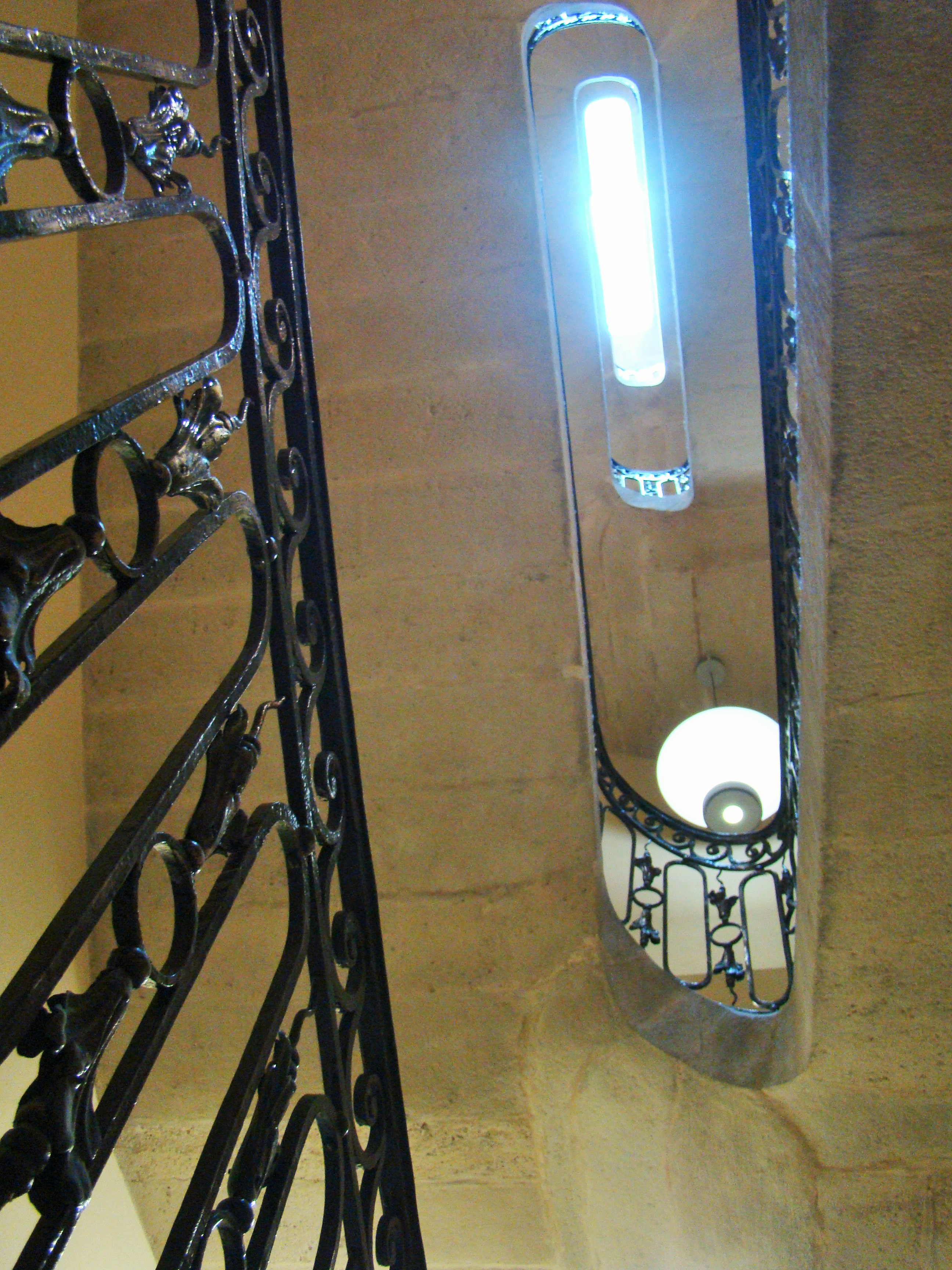

## Éléments protégés
Par arrêté du 15 juillet 1963, sont inscrits à l'inventaire des monuments historiques : les façades et les toitures ; le vestibule ; l'escalier y compris sa rampe ; et les deux salons ornés de boiseries du XVIIIe siècle donnant sur la place et la rue.

## Galerie

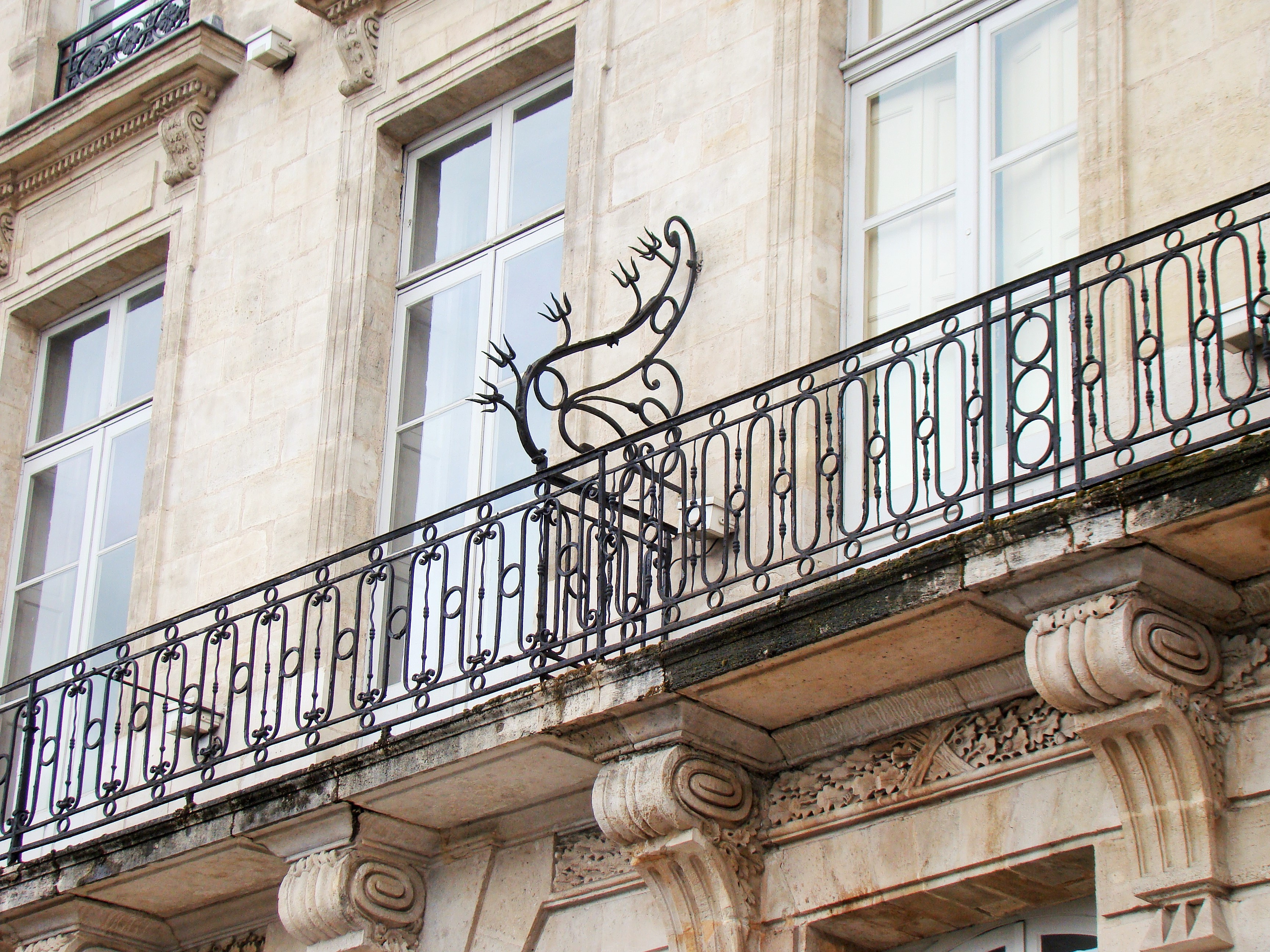
Garde-cocu sur le balcon, qui marque la séparation avec l'hôtel Raby.